# Marcjan Szaniawski
Marcjan Szaniawski herbu Junosza (zm. w 1728 roku) – scholastyk wileński, duchowny sekretarz wielki koronny w latach 1717–1728.